# Sostis
Sostis (in greco Σώστης?, in turco: Susurköy, in bulgaro: Susurkjoj, Сусуркьой) è un ex comune della Grecia nella periferia della Macedonia orientale e Tracia di 6 685 abitanti secondo i dati del censimento 2001.
È stato soppresso a seguito della riforma amministrativa detta Programma Callicrate in vigore dal gennaio 2011 ed è ora compreso nel comune di Iasmos.